# ペルセウス座イータ星
ペルセウス座η星（ペルセウスざイータせい、η Per / η Persei）は、ペルセウス座の恒星である。
28.4秒離れた所に8.5等の白い伴星（スペクトル型はA0）が輝く二重星。見かけの二重星と連星のどちらに該当するかは不明。

## 名称
『ベクバル星表』にはミラム (Miram) という固有名が見える。一方で、アレンは中国以外では無名であるとしていた。2017年9月5日、国際天文学連合の恒星の固有名に関するワーキンググループは、Miram をペルセウス座η星Aの固有名として正式に承認した。